# Heiligendamm
De badplaats Heiligendamm, gelegen aan de Oostzeekust, werd gesticht in 1793 en is de oudste zeebadplaats in Duitsland. Het is een deel van de stad Bad Doberan in de Duitse deelstaat Mecklenburg-Voor-Pommeren.
Vanwege de klassieke witte gebouwen langs de strandpromenade, is de stad ook bekend als de Witte stad aan de Zee (Duits: Die weiße Stadt am Meer).
Een smalspoorlijn met stoomtractie, bekend onder de naam "Molli", verbindt Heiligendamm met Kühlungsborn en Bad Doberan.
Op 13 juli 2006 bleef de Amerikaanse president George W. Bush er overnachten. Van 6 tot 8 juni 2007 vond hier de 33e topconferentie van de G8 plaats.